# Anisodactylus nemorivagus
Anisodactylus nemorivagus är en skalbaggsart som först beskrevs av Caspar Erasmus Duftschmid 1812.  Anisodactylus nemorivagus ingår i släktet Anisodactylus, och familjen jordlöpare. Enligt den finländska rödlistan är arten nationellt utdöd i Finland. Arten har ej påträffats i Sverige. Artens livsmiljö är torra gräsmarker.